# Dziećkowice (zbiornik wodny)
Zbiornik Dziećkowice, Zbiornik Imieliński – zbiornik poeksploatacyjny położony pomiędzy Imielinem i Chełmem Śląskim.
Obecnie zbiornik znajduje się administracyjnie w granicach Imielina (większość) i Chełmu Śląskiego (tu znajduje się oczyszczalnia), w pobliżu znajduje się granica Mysłowic, za wschodnim brzegiem rzeka Przemsza i należący do Jaworzna Dąb.
Pod względem fizycznogeograficznym zbiornik Dziećkowice zlokalizowany jest w makroregionie Wyżyna Śląska, a konkretnie w granicach należącego do niej mezoregionu o nazwie Pagóry Jaworznickie.
Jest jednym z najczystszych zbiorników w województwie śląskim, służy jako zbiornik wody pitnej. Nazwa wzięła się od Dziećkowic. Odbywają się tu zawody w żeglarstwie, w tym także eliminacje mistrzostw Polski.
Zbiornik Dziećkowice został utworzony w wyrobisku będącym pozostałością obszaru dawnej eksploatacji piasków wykorzystywanych w górnictwie do celów podsadzkowych. Jest największym pod względem pojemności obiektem na Wyżynie Śląskiej, a wśród zbiorników antropogenicznych województwa śląskiego, zajmuje pod względem pojemności maksymalnej czwarte miejsce po zbiornikach Goczałkowickim, Żywieckim i Dzierżno Duże.
Całkowita pojemność zbiornika Dziećkowice – przy maksymalnym piętrzeniu do rzędnej 234,5 m n.p.m. i powierzchni 7,3 km² – wynosi 52,8 mln m³. Rozpiętość południkowa 4,5 km, równoleżnikowa 2,2 km.
Zbiornik jest elementem górnośląskiego systemu wodno-gospodarczego, stąd do jego infrastruktury zalicza się elementy zabudowy hydrotechnicznej m.in. zaporę czołową o cechach grobli, dwie zapory boczne, ujęcia wody dla Górnośląskiego Przedsiębiorstwa Wodociągów i Huty Katowice, wyloty rurociągów tłocznych z pompowni Broszkowice (omawiany zbiornik zasilany jest przede wszystkim wodą przerzucaną z systemu rzek Skawa – Soła), pompownię Chełmek oraz wyloty rurociągów ze stacji uzdatniania wody.